# Mirko Filipović
Mirko „Cro Cop“ Filipović (* 10. September 1974 in Vinkovci) ist ein ehemaliger kroatischer MMA- sowie K-1-Kämpfer, der am 10. September 2006 Pride FC „Open-Weight“-Grand-Prix-Sieger und am 30. Dezember 2016 Rizin Openweight Grand Prix Champion wurde.
Filipović war einer der wenigen Kampfsportler, der sowohl im K-1 als auch im MMA Titel gewann. Er war vor seiner Kampfsport-Karriere beruflich bei der kroatischen Polizei und noch bis 2002 bei der Antiterroreinheit Lučko tätig, daher auch sein Spitzname „Cro Cop“. Er lebt mit seiner Frau und seinem Sohn in Zagreb.
Im Jahr 2005 übernahm er die Hauptrolle in dem Actionfilm Ultimate Force. Es blieb seine bisher einzige Betätigung als Schauspieler.

## Kickbox-Karriere
Filipović startete seine professionelle Karriere 1996 als Kickboxer, den Fußstapfen seines Landsmannes Branko Cikatić folgend. Bevor er Profi wurde, hatte er als Amateur eine Kampfbilanz von 40-5 (31 Siege durch KO). In dieser Zeit arbeitete er als Polizeibeamter in der kroatischen Antiterroreinheit ATJ Lučko, wodurch er seinen Spitznamen „Cro Cop“ bekam (kurz für „Croatian Cop“). In seiner früheren Karriere kämpfte er unter dem Spitznamen „Tigar“ (kroat. für Tiger). Das Lied, das vor dem Eintritt von Filipović in den Ring gespielt wird, ist Wild Boys von Duran Duran.

## Profi-Karriere

### K-1
Cro Cops K-1-Karriere begann erfolgreich am 10. März 1996 gegen den zu diesem Zeitpunkt aufstrebenden Jérôme Le Banner, den er sogleich nach Punkten bezwingen konnte.
Danach folgten unter anderem drei Kämpfe – innerhalb von vier Jahren – gegen die heutige K-1-Legende und K-1-Rekord-Champion Ernesto Hoost (zusammen mit Semmy Schilt), die Cro Cop aber allesamt verlor; zwei davon durch K. o. in der dritten Runde.
Diese Niederlagen musste er alle im K-1 World Grand Prix Final-Turnier hinnehmen, das er insgesamt drei Mal in seiner K-1-Laufbahn erreichen konnte.
Dennoch konnte sich Filipović einen guten Ruf erarbeiten, so besiegte er vom 10. März 1996 bis zum 30. März 2003 unter anderem namhafte und sehr erfolgreiche K-1-Athleten wie etwa Mike Bernardo, den dreifachen World Grand Prix Champion Peter Aerts, der 1994, 1995 sowie 1998 das Turnier gewinnen konnte, den K-1 World Grand Prix Champion von 2001 Mark Hunt oder später auch den ebenfalls dreifachen K-1 World Grand Prix Champion Remy Bonjasky (2003, 2004 und 2008) konnte er bezwingen; seinen letzten K-1-Kampf bestritt er gegen Bob Sapp, den er durch einen spektakulären K. o. bezwingen konnte:
Cro Cop schlug ihn nach 86 Sekunden durch einen linken Punch k. o., Bob Sapps Augenhöhlenknochen wurde von diesem Schlag sogar gebrochen.
Eine seiner empfindlichsten Niederlagen musste er am 16. Juni 2001 gegen Michael McDonald einstecken, der Filipović überraschend in der ersten Runde ausknocken konnte.
Seine K-1-Bilanz:
31 Kämpfe; 23 Siege (12 (T)KOs) stehen 8 Niederlagen gegenüber (4 (T)KOs).

### Pride FC
Filipović erzielte in seiner Mixed-Martial-Arts-Karriere zwar einige Siege gegen Spitzengegner, konnte jedoch nie einen Titel einer Promotion erringen. Sein Stil war von einer starken Verteidigung gegen Wurftechniken und der Konzentration auf den Kickbox-Kampf im Stehen geprägt.
Filipović hatte sein MMA-Debüt in Pride 2001 gegen Kazuyuki Fujita. Der Kampf hatte eine spezielle Regel, die besagte, dass wenn keiner der beiden Kämpfer den Kampf nicht nach drei Runden durch K. o. beenden konnte, der Kampf als Unentschieden gilt. Keiner konnte den anderen besiegen. Den nächsten Kampf hatte „Cro Cop“ gegen den damaligen Middleweight Champion Wanderlei Silva. Der Kampf hatte die gleichen Regeln wie der Nakada-Kampf und endete auch in einem Unentschieden.
Nach einer Reihe weiterer wichtiger und spektakulärer Siege bekam er die Chance auf den Pride FC Heavyweight Interimstitel gegen Antônio Rodrigo Nogueira am 9. November 2003. Filipović versuchte den Kampf im Stehen zu bestreiten, was ihm in der ersten Runde gut gelang. In der zweiten Runde konnte Nogueira den Kampf auf den Boden bringen. Er führte einen Armhebel aus, wodurch er Filipović durch Aufgabe bezwang.
Filipović begann dann, an den Pride-Grand-Prix-Turnieren teilzunehmen. Im ersten Kampf wurde er von Kevin „The Monster“ Randleman überraschend ausgeknockt. 2004 bekam Filipović die Chance auf eine Revanche, die er auch nutzte.
Filipović drängte Pride lange Zeit für einen Kampf gegen den Heavyweight Champion, Fedor Emelianenko. Nachdem er sieben Kämpfe hintereinander gewonnen hatte (inkl. K. o. gegen Fedors Bruder Aleksander), bekam er den Kampf am 28. August 2005. Nach drei harten Runden mit heftigem Schlagabtausch gewann Fedor Emelianenko nach einstimmiger Schiedsrichterentscheidung. Der Kampf gilt heute noch als einer der besten der MMA-Geschichte.
Am 10. September 2006 konnte Mirko Filipović im Finale des Pride Open Weight Grand Prix Josh Barnett bei Pride Final Conflict Absolute via Aufgabe besiegen. Zuvor besiegte er bereits Wanderlei Silva, Hidehiko Yoshida und Ikuhisa Minowa. Der Gewinn des Pride Open Weight Grand Prix war der bisher größte Erfolg in der Kampfsportkarriere von Filipović.

### UFC
Im Januar 2007 wurde „Cro Cop“ bei der UFC unter Vertrag (6 Kämpfe, 2 Jahre) genommen. Er hatte ein erfolgreiches Debüt im UFC und gewann in der ersten Runde gegen Eddie Sanchez durch K. o. Er wurde mit großen Erwartungen von der UFC empfangen und sollte nach einem Sieg gegen Gabriel Gonzaga bereits einen Titelkampf erhalten. Überraschend verlor er jedoch den Kampf gegen Gonzaga durch einen harten K. o. per High Kick. Den folgenden Kampf gegen Cheick Kongo verlor er nach Punkten.

### DREAM
Nach nur drei Kämpfen wechselte er in die neu gegründete MMA-Organization Dream, da er nicht mehr auf einen Kampftermin warten wollte und er das Kämpfen im Ring dem Käfig vorzieht. Am 15. März gewann Cro Cop gegen Mizuno durch einen K. o. nach 56 Sekunden (DREAM 1).
Seinen nächsten Kampf hatte er gegen den niederländischen Star Alistair Overeem. Der Kampf wurde allerdings nach zwei Knietreffern von Overeem in Filipovićs Genitalbereich zu einem „No Contest“ erklärt, d. h., dass es kein Resultat für diesen Kampf gibt. Danach bezwang Filipović noch den 30 cm größeren Hong Man Choi aus Korea.

### Rückkehr zur UFC
Nach drei Kämpfen bei DREAM kehrte er wieder zurück zur UFC, um die verbliebenen Kämpfe seines Vertrages abzuschließen.
Am 13. Juni 2009 trat er in Köln auf der ersten UFC Veranstaltung in Deutschland gegen Mustapha al Turk an und gewann in der ersten Runde (03:06 min.) durch TKO (Punches), nachdem al Turk, unbemerkt vom Kampfrichter, einen Finger ins Auge bekommen hatte.
Seinen nächsten Kampf gegen Junior dos Santos verlor er nach verbaler Aufgabe. Dos Santos traf im Clinch Filipović mit einem Knie an den Kopf, woraufhin dieser Blut in einem Auge hatte und nicht mehr genug sehen konnte, um den Kampf fortzuführen.

### Angekündigtes Karriereende, Wiederaufnahme der Kämpfe und endgültiges Karriereende

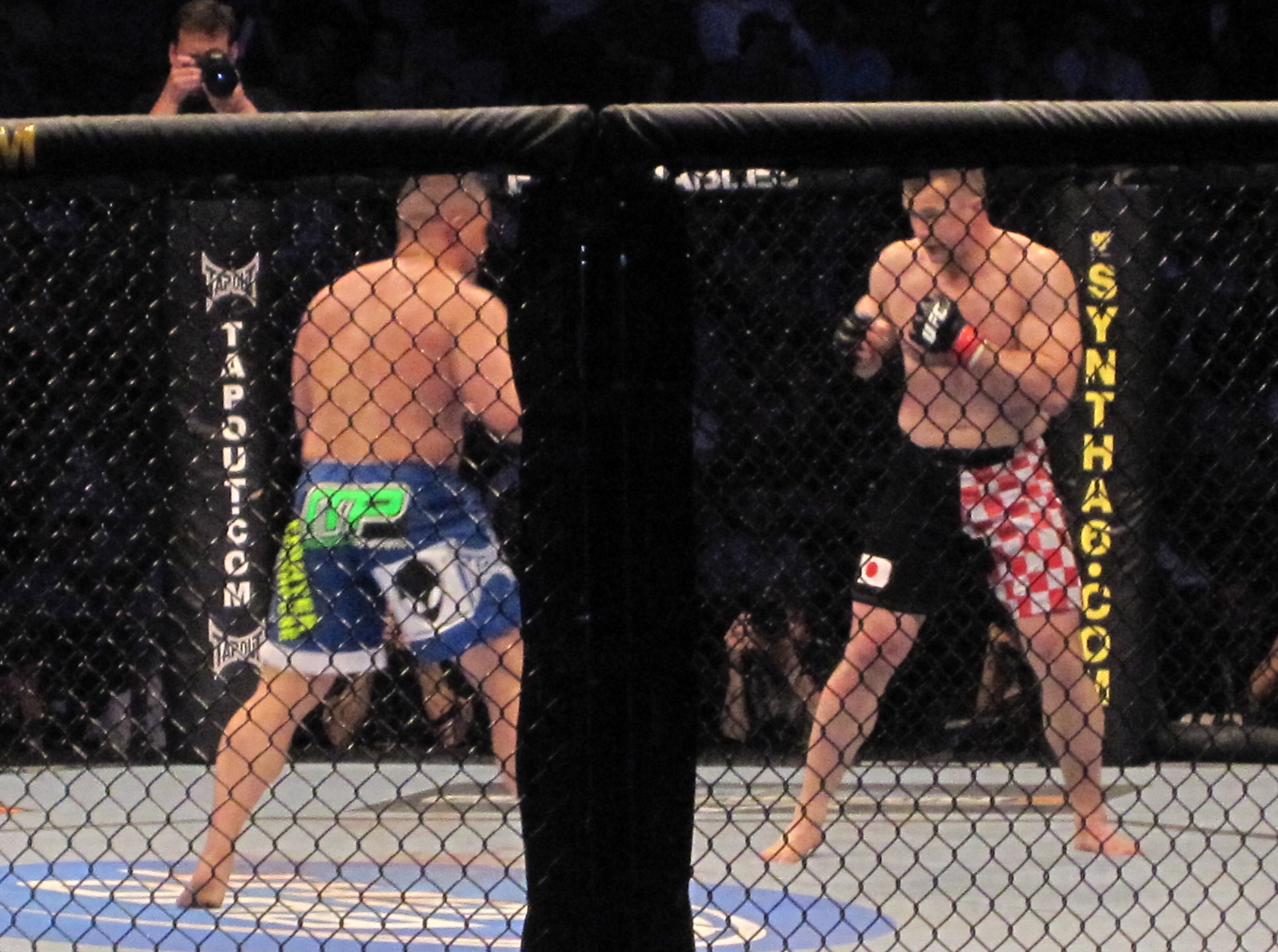
Mirko Filipović gegen Pat Barry

Nach seiner Niederlage gegen Junior dos Santos bei UFC 103 gab Mirko Filipović seinen Rücktritt vom aktiven Kampfsport bekannt. Als Gründe nannte Filipović sowohl seine körperliche Verfassung aufgrund seines Alters und die geringe Motivation.
In einem Interview mit einer kroatischen Nachrichtensendung widerrief er allerdings seinen Rücktritt. Er sagte, dass wenn es seine körperliche Verfassung erlaube, er gerne seine letzten beiden Kämpfe in der UFC erfüllen würde. Sein Wunsch wäre ein letzter Kampf in Japan unter K-1-Regeln.
Nach seiner letzten Niederlage stellte er sein Training um und trainierte unter anderem mit dem früheren Muay-Thai-Weltmeister Ivan Hippolyte, außerhalb von Kroatien. Sein nächster Kampf sollte am 21. Februar 2010, bei UFC 110, gegen Ben Rothwell stattfinden. Da Ben Rothwell kurz vor dem Kampf erkrankte, wurde er durch Anthony Perosh ersetzt, der sich mit CroCops ehemaligem Sparring-Partner, Igor Pokrajac, vorbereitet hatte. CroCop fügte Perosh in der zweiten Runde einen Cut über dem Auge zu, doch trotz der stark blutenden Verletzung entschied sich Perosh, weiterzukämpfen. Die Ringärzte unterbrachen den Kampf in der Pause und folglich gewann Filipović durch technischen K. o. Seinen nächsten Kampf, an der UFC 115 am 13. Juni 2010, gewann er gegen Patrick Barry durch Aufgabe.
Am 25. September trat Mirko Filipović im Main Event der UFC 119 gegen Frank Mir an und verlor durch K. o. in der dritten Runde. Am 19. März 2011 trat Filipović im Rahmen von UFC 128 gegen Roy Nelson an und wurde durch K. o. besiegt. Nach den beiden Niederlagen verkündete er im März 2011 sein endgültiges Karriereende.
2012 gab er sein Comeback. Im November 2015 sagte er einen Kampf gegen Anthony Hamilton ab und verkündete wegen einer Schulterverletzung sein Karriereende. Nur einen Tag später gab die UFC allerdings bekannt, dass er wegen eines Dopingvergehens suspendiert worden sei. Filipović veröffentlichte danach eine Stellungnahme, dass ihm Blutplasma mit Wachstumshormonen gespritzt worden war.
Am 19. März 2019 beendete er aus gesundheitlichen Gründen endgültig seine aktive Kampfsportkarriere.

## Kampfbilanz
| 28 Siege (20 (T)KO, 4 Aufgaben, 3 Punkte), 7 Niederlagen (3 T(KO), 2 Aufgabe, 3 Punkte), 2 Unentschieden. |               |                                                     |                    |
| Gegner | Siegart       | Veranstaltung                                       | Datum              |
| Baruto Kaito                                                                                              | TKO           | Rizin World Grand Prix 2016 – Halbfinale            | 31. Dezember 2016  |
| Muhammed Lawal                                                                                            | TKO           | Rizin World Grand Prix 2016 - viertel Finale        | 29. Dezember 2016  |
| Brendan Schaub                                                                                            | KO            | UFC 128 – Shogun vs. Jones                          | 19. März 2011      |
| Frank Mir                                                                                                 | KO            | UFC 119 – Mir vs. Cro Cop                           | 25. September 2010 |
| Patrick Barry                                                                                             | Aufgabe       | UFC 115 – Liddell vs. Franklin                      | 13. Juni 2010      |
| Anthony Perosh                                                                                            | TKO           | UFC 110 – Nogueira vs Velasquez                     | 20. Februar 2010   |
| Junior dos Santos                                                                                         | TKO           | UFC 103 – Franklin vs. Belfort                      | 19. September 2009 |
| Mustapha al Turk                                                                                          | TKO           | UFC 99 – The Comeback                               | 13. Juni 2009      |
| Hong Man Choi                                                                                             | TKO           | K-1 – Dynamite!! Power of Courage 2008              | 31. Dezember 2008  |
| Alistair Overeem                                                                                          | No Contest    | Dream 6 – Middleweight Grand Prix 2008 Final        | 23. September 2008 |
| Tatsuya Mizuno                                                                                            | KO            | Dream 1 – Lightweight Grand Prix 2008 Opening Round | 15. März 2008      |
| Cheick Kongo                                                                                              | nach Punkten  | UFC 75 – Champion vs. Champion                      | 8. September 2007  |
| Gabriel Gonzaga                                                                                           | KO            | UFC 70 – Nations Collide                            | 21. April 2007     |
| Eddie Sanchez                                                                                             | KO            | UFC 67 – All or Nothing                             | 3. Februar 2007    |
| Josh Barnett                                                                                              | KO            | Pride – Final Conflict Absolutee                    | 10. September 2006 |
| Wanderlei Silva                                                                                           | KO            | Pride – Final Conflict Absolute                     | 10. September 2006 |
| Hidehiko Yoshida                                                                                          | Abbruch       | Pride – Critical Countdown Absolute                 | 1. Juli 2006       |
| Ikuhisa Minowa                                                                                            | KO            | Pride – Total Elimination Absolute                  | 5. Mai 2006        |
| Mark Hunt                                                                                                 | nach Punkten  | Pride – Shockwave 2005                              | 31. Dezember 2005  |
| Josh Barnett                                                                                              | nach Punkten  | Pride 30 – Fully Loaded                             | 23. Oktober 2005   |
| Fedor Emelianenko                                                                                         | nach Punkten  | Pride – Final Conflict 2005                         | 28. August 2005    |
| Ibragim Magomedov                                                                                         | KO            | Pride – Critical Countdown 2005                     | 26. Juni 2005      |
| Mark Coleman                                                                                              | KO            | Pride 29 – Fists Of Fire                            | 20. Februar 2005   |
| Kevin Randleman                                                                                           | Aufgabe       | Pride – Shockwave 2004                              | 31. Dezember 2004  |
| Josh Barnett                                                                                              | Aufgabe       | Pride 28 – High Octane                              | 31. Oktober 2004   |
| Alexander Emelianenko                                                                                     | KO            | Pride – Final Conflict 2004                         | 15. August 2004    |
| Shungo Oyama                                                                                              | KO            | Pride – Bushido 4                                   | 19. Juli 2004      |
| Hiromitsu Kanehara                                                                                        | nach Punkten  | Pride – Bushido 3                                   | 23. Mai 2004       |
| Kevin Randleman                                                                                           | KO            | Pride – Total Elimination 2004                      | 24. April 2004     |
| Norihisa Yamamoto                                                                                         | KO            | Pride – Bushido 2                                   | 15. Februar 2004   |
| Ron Waterman                                                                                              | KO            | Pride 27 – Inferno                                  | 1. Februar 2004    |
| Antônio Rodrigo Nogueira                                                                                  | Aufgabe       | Pride – Final Conflict 2003                         | 9. November 2003   |
| Dos Caras Jr.                                                                                             | KO            | Pride – Bushido 1                                   | 5. Oktober 2003    |
| Igor Vovchanchyn                                                                                          | KO            | Pride – Total Elimination 2003                      | 10. August 2003    |
| Heath Herring                                                                                             | KO            | Pride 26 – Bad to the Bone                          | 8. Juni 2003       |
| Kazuyuki Fujita                                                                                           | nach Punkten  | Inoki Bom-Ba-Ye 2002 – K-1 vs. Inoki                | 31. Dezember 2002  |
| Kazushi Sakuraba                                                                                          | nach Punkten  | Pride Shockwave                                     | 28. August 2002    |
| Wanderlei Silva                                                                                           | Unentschieden | Pride 20 – Armed and Ready                          | 10. April 2002     |
| Yuji Nagata                                                                                               | TKO           | Inoki Bom-Ba-Ye 2001 – K-1 vs. Inoki                | 3. November 2001   |
| Nobuhiko Takada                                                                                           | Unentschieden | Pride 17 – Championship Chaos                       | 3. November 2001   |
| Kazuyuki Fujita                                                                                           | KO            | K-1 Andy Hug Memorial                               | 19. August 2001    |
| Ernesto Hoost                                                                                             | Aufgabe       | K1 World GP99 Final                                 | 1999               |

## Erfolge

### Kickboxen
- IKBF Vollkontakt Schwergewichts – Weltmeister
- K-1 World Grand Prix 1999 FINAL in Tokio (5. Dezember 1999) – Finalist, Niederlage gegen Ernesto Hoost durch KO in Runde 3.
- K-1 World Grand Prix 2000 FINAL in Fukuoka (9. Oktober 2000) – Finalist, Sieg gegen Mike Bernardo durch TKO in der 1. Runde
- K-1 World Grand Prix 2012 FINAL in Zagreb (15. März 2013) – Champion, Sieg gegen Ismael Londt nach Punkten.

### Mixed Martial Arts
- Pride Final Conflict Absolute – Finalist
- Pride Open Weight Grand Prix 2006 – Sieger
- Rizin Open Weight Grand Prix 2016 – Sieger

## Politische Aktivitäten
Im Jahr 2003 errang er als Kandidat auf der Liste der SDP einen Sitz im kroatischen Parlament, wo er sich besonders für eine bessere Ausstattung der Polizei einsetzte. Mit dem Ende der Legislaturperiode 2007 beendete er seine politischen Aktivitäten.